# Chemische Fabrik, Schamottewaren und Mosaikplatten-Fabrik Otto Kauffmann

Vogelschauansicht des Fabrikgeländes der Firma „Otto Kauffmann“ 1911

Beispiel für Mosaikplatten aus Kauffmannscher Produktion, die in einer ab 1894 erbauten Niedersedlitzer Villa verlegt sind

Rückseite einer Mosaikplatte wohl aus der Zeit 1894/95

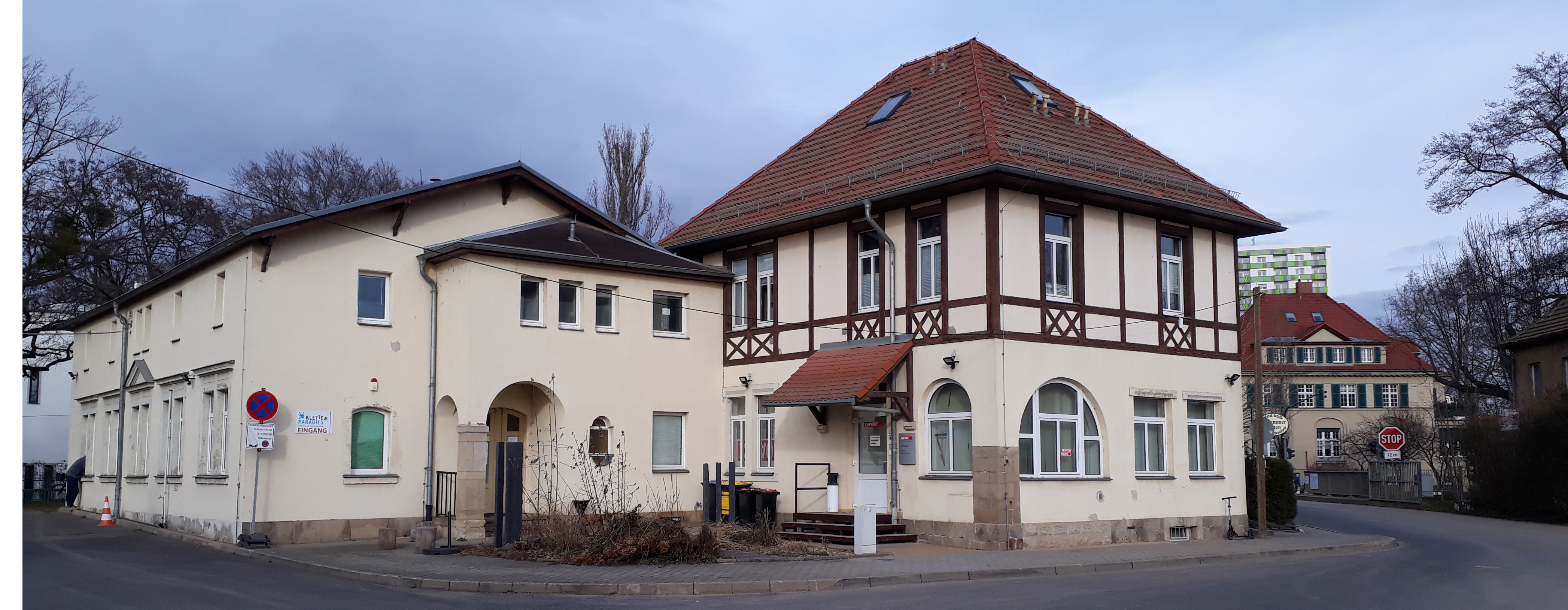
Ehemaliges Kontorgebäude der Firma Kauffmann

Die Chemische Fabrik, Schamottewaren und Mosaikplatten-Fabrik Otto Kauffmann war ein 1871 von Otto Kauffmann in Niedersedlitz gegründetes, bis 1991 existierendes Unternehmen zur Herstellung u. a. von chemischen Rohstoffen für die Papierfabrikation, Schamotte- und Steinzeugprodukten sowie Belägen für Fußböden und Wände.

## Geschichte
Die „Chemische Fabrik, Schamottewaren und Mosaikplatten-Fabrik Otto Kauffmann“ war eine der ersten großen Fabrikansiedlungen im heutigen Dresdner Osten, nachdem man den damaligen Vorort Niedersedlitz an die Sachsen und Böhmen verbindende Eisenbahnstrecke angeschlossen hatte.
Nach der Übersiedlung des Firmengründers Otto Kauffmann nach Dresden kaufte dieser ein rund 2,7 ha großes Grundstück in Niedersedlitz an der Zschachwitzer Straße (heute Bahnhofstraße) für 4.916 Taler und 20 Groschen, um dort eine Fabrik für schwefelsaure Tonerde zu gründen. Diese wurde am 1. November 1871 eröffnet. Kauffmann ließ sich dafür zunächst von einer in Harburg ansässigen Firma Tonerdehydrat liefern, das in Kupferkesseln zusammen mit Schwefelsäure aufgeschlossen wurde. Die daraus resultierende schwefelsaure Tonerde fand vor allem in der Papierherstellung beim Leimen des Papiers Anwendung. Um dem Wachstum der Firma gerecht zu werden, erwarb Kauffmann weitere umliegende Grundstücke, womit das Firmengelände bis 1873 auf ca. 7,4 ha und damit weitestgehend auf seine endgültige Größe anwuchs.
1873 kaufte der Fabrikant eine erste, fünf PS starke Dampfmaschine, die als solche bis 1879 im Einsatz war. Nach Eröffnung des Niedersedlitzer Güterbahnhofes 1877 erhielt die Firma einen eigenen Gleisanschluss. Aufgrund einer fortwährenden Expansion des Unternehmens machte sich der Kauf einer 40 PS starken einzylindrigen Dampfmaschine der Firma „C. E. Rost & Co.“ aus Dresden erforderlich, die man 1879 anschaffte. Ab 1882 erwarb Kauffmann eigene Tongruben zunächst bei Meißen, später auch in Böhmen und Schlesien.
Die in großen Mengen anfallenden Rückstände bei der Fabrikation der schwefelsauren Tonerde fanden eine Verwendung ab 1882 schließlich darin, für die Herstellung von Steinzeug- und Schamottewaren eingesetzt zu werden. Für diesen neuen Herstellungszweig kaufte man eine 120 PS starke Dampfmaschine, die erneut die Firma „C. E. Rost & Co.“ lieferte. Der wachsende Absatz machte neben dem Bau zusätzlicher Fabrikgebäude den Einsatz einer weiteren Dampfmaschine erforderlich. Diese wurde 1892 von der „Görlitzer Maschinenbauanstalt und Eisengießerei AG“ produziert und war bis ca. 1930 im Einsatz.
1893 entschloss sich Kauffmann, zusätzlich die Herstellung eines edleren Steinzeugs aufzunehmen. Nach ersten Versuchen dazu setzte 1894 eine regelmäßige Fabrikation sogenannter Mosaikplatten ein, die dem Unternehmen schließlich „Weltruf“ verschafften und eine umfangreiche Fabrikerweiterung nach sich zogen. Diese Fußbodenbeläge, die man auch als „Steinzeug- oder gesinterte Platten“ bezeichnete, bezogen ihren Namen von ihrer Anlehnung an bereits im Altertum gefertigten Mosaikböden hinsichtlich ihrer generellen Optik und der teilweise vorhandenen Oberflächenstruktur.
Für das Jahr 1896 ist eine Patentanmeldung der Firma für die „Einrichtung an Pressen mit rotierendem Formtisch zur Masse- und Farbzuführung“ nachweisbar. Nach Kauffmanns frühem Tod 1900 führten seine Söhne Otto und Paul die Geschäfte erfolgreich weiter. 1908 stattete König Friedrich August III. von Sachsen dem Unternehmen einen Besuch ab. Dabei ließ er sich von den Eigentümern insbesondere die Herstellung der Mosaikplatten ausführlich erläutern. Zum 40. Gründungsjubiläum der Firma 1911 erschien eine umfangreiche Festschrift, in der man unter anderem die bisherige Entwicklung des Unternehmens ausführlich beleuchtete. Ein darin enthaltenes Vorwort hatte Gustav Stresemann in seiner damaligen Funktion als Syndikus des „Verbandes Sächsischer Industrieller“ beigesteuert.
1941 übernahm die Fabrik die Wessel-Werk AG Bonn, die nach dem Zweiten Weltkrieg allerdings von den kommunistischen Machthabern enteignet wurde. Nach Gründung der DDR wandelte man das Unternehmen zum „VEB Platten- und Chemiewerk Niedersedlitz“ um. Nach der Eingemeindung des Ortes 1950 nach Dresden firmierte der Betrieb unter der Bezeichnung „VEB (K) Platten- und Chemiewerk Dresden-Niedersedlitz“. Schwerpunkt der Produktion war die Herstellung von Fliesen sowie von Stoffen für die Gummi- und Papierindustrie. Der Betrieb bestand bis 1991. Er wurde anschließend vollständig abgewickelt und dessen ehemalige Fabrikgebäude weitestgehend abgerissen. Aus der Vorkriegszeit der Firma sind gegenwärtig lediglich noch zwei Gebäudekomplexe links und rechts des Haupteingangstorbereiches unmittelbar an der Bahnhofstraße erhalten, unter anderem das frühere Kontorgebäude. Das damalige Betriebsgelände wird heute von verschiedenen Dresdner Firmen genutzt.

## Auswahl ausgeführter Aufträge für die Gestaltung von Fußböden und Wänden bis ca. 1926
- Königliches Schloss in Berlin, Dresden und Königsberg
- Justizgebäude in Bautzen, Berlin, Danzig, Dresden oder Hamburg
- Hochschulgebäude in Berlin, Breslau, Danzig, Dresden, Hamburg, Jena oder Leipzig
- Hauptbahnhof in Dresden, Leipzig und Chemnitz
- Bahnhöfe in Basel, Bautzen, Cuxhaven oder Essen
- U-Bahnhöfe in Berlin und Buenos Aires
- Elektrizitätswerk in Bautzen, Berlin, Buenos Aires oder Chemnitz
- Wasserwerk in Hannover
- Gaswerk in Chemnitz oder New York
- Schwimmbad der Kadettenanstalt in Naumburg
- Parkhotel Mannheim[15]